# Phil Melillo
Philip Thomas Melillo, detto Phil (Newark, 26 ottobre 1952), è un ex cestista e allenatore di pallacanestro statunitense naturalizzato italiano.

## Carriera

### Allenatore
Inizia ad allenare dopo dieci anni di carriera italiana da giocatore.
Nel 1994 esordisce come capo allenatore sulla panchina di Forlì, in serie A2, squadra con la quale raggiunge subito la promozione in serie A1.
Nel suo curriculum una Supercoppa Italiana vinta nel 1996 sulla panchina di Verona ai danni di Milano, un'altra promozione in serie A con Roseto degli Abruzzi e la conquista dei play-off di serie A per quattro volte con tre squadre diverse: Siena, Roseto e Pesaro (raggiungendo la semifinale scudetto, la finale di Coppa Italia e la qualificazione all'Eurolega).
A questi risultati si aggiungono quattro partecipazioni alle coppe europee sulle panchine di Siena (Coppa Korać), Udine (Coppa Saporta), Roseto (ULEB Cup) e Pesaro (Euroleague).
Stabilitosi a Roseto, è tornato nella stagione 2012-13 ad allenare la formazione locale in DNB.

## Palmarès

### Allenatore
- Supercoppa italiana: 1

Scaligera Verona: 1996